# Michelle Ferrari
Michelle Ferrari, pseudonimo di Cristina Ricci (La Spezia, 22 dicembre 1983), è un'ex attrice pornografica italiana.

## Biografia

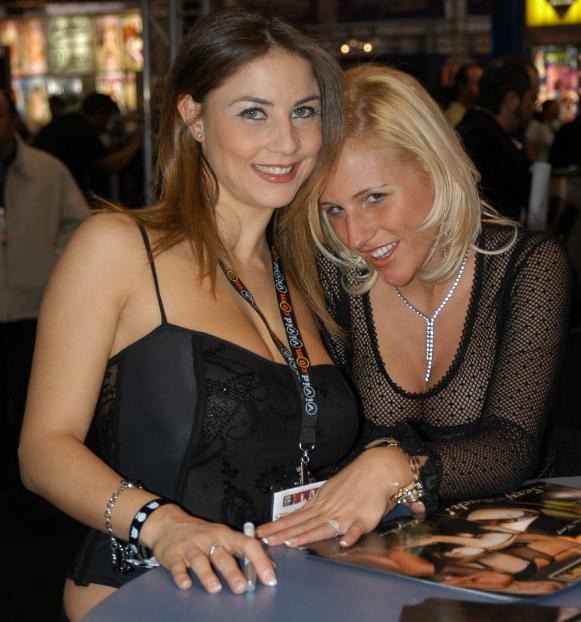
Michelle Ferrari (a destra) e la collega Roberta Gemma nel 2007

Figlia della scrittrice Alba Latella, diplomata in ragioneria, ha iniziato la carriera nel porno nel 2005. La stessa Michelle ha descritto così i suoi inizi: «ho iniziato per scherzo, con il mio ex ragazzo. Dopo aver frequentato dei club privè, abbiamo deciso di produrre un film amatoriale per rivederci. Poi è arrivato il successo». Il suo ragazzo dell'epoca è poi divenuto anch'egli attore porno con il nome di Luca Rinaldi.
È stata successivamente notata dal regista Marzio Tangeri, specializzato nel settore. Ha così iniziato a girare film professionali per la regia di Tangeri, anche manager e agente dell'attrice, il quale le ha inoltre trovato il nome d'arte di Michelle Ferrari, «scelto per la mia somiglianza con Michelle Hunziker, ma anche perché quando ho cominciato c'erano pochissime italiane e il nome straniero aiutava e incuriosiva». Ha rivelato di aver incominciato a girare pellicole a luci rosse solo per continuare a trasgredire, «poi con il tempo è arrivato il business ed ho iniziato a guadagnare. Per me comunque resta un divertimento, lo faccio per il mio piacere».
L'attrice realizza circa un paio di film porno l'anno, mentre nei fine settimana si esibisce in locali per adulti; nel resto dell'anno gestisce, insieme alla sorella e alla madre, un agriturismo nella collina di Marinasco, non lontano da La Spezia. Il suo orientamento è bisessuale; ha dichiarato che nel sesso preferisce «essere padrona con gli uomini e schiava con le donne».
È divenuta nota al pubblico anche per la forte somiglianza con la nota showgirl e conduttrice televisiva Michelle Hunziker, cosa che la stessa Ferrari ha in parte sfruttato; si era inizialmente sparsa la voce che fosse stata citata in giudizio da quest'ultima, voce poi smentita della stessa Hunziker.
In televisione è stata ospite in numerose trasmissioni, come Il bivio - Cosa sarebbe successo se..., Le iene e Lucignolo su Italia 1; il Maurizio Costanzo Show, Tutte le mattine e Mattino cinque su Canale 5; Senza fine su Rai 3; Dodicesimo round e La grande notte (con Gene Gnocchi) su Rai 2. Ha partecipato inoltre a Sexy camera all'italiana su FX, Sexy Angels su Comedy Central e Lemon Party su Alice Home TV. Nel 2009 ha affiancato I Turbolenti nel programma Il filmaccio di Comedy Central, dove ogni settimana ha reinterpretato i classici della commedia erotica all'italiana degli anni 70 e 80 del Novecento.
La sua attrice preferita è stata Moana Pozzi, in cui Michelle si identifica profondamente: «[lei] ha sempre ammesso di aver fatto una scelta consapevole, si è infatti avvicinata al mondo della pornografia solo per piacere, non aveva certo bisogno di soldi o successo, in questo penso di assomigliarle moltissimo». Nel 2007 ha pubblicato per Arnoldo Mondadori Editore un'autobiografia chiamata proprio Volevo essere Moana; il romanzo è uscito in contemporanea con quello della madre, Ho trovato il punto G nel cuore. Dal 2009 si dedica anche a produzioni del genere tickling. Da luglio 2010 cura, insieme alla mamma, un blog.
L'11 gennaio 2012 annuncia la sua candidatura alle elezioni comunali di La Spezia per il Movimento 5 Stelle; candidatura successivamente ritirata dalla stessa forza politica in seguito al clamore suscitato. Nell'ottobre dello stesso anno inizia un nuovo progetto di reality a sfondo hard insieme a Giada Da Vinci, XXX Fucktory, con l'obiettivo di coinvolgere in scena i propri fan.

## Filmografia
- Incontro proibito (2005)
- Irresistibile Michelle (2005)
- Michelle: il debutto (2005)
- Vizio di coppia (2005)
- Amami zio (2006)
- Sbattimi dietro fino a farmi male (2006)
- Sex Crime (2006)
- Criminal Mind (2007)
- Luna's Angels (2007)
- Mente criminale (2007)
- Stallone infuriato (2007)
- Via col ventre (2007)
- Glamour Dolls #3 (2008)
- Nero familiare (2008)
- Fuck Files 2 (2009)
- La cura (2009)
- Pink'o Girls #1 (2009)
- Quando non prendevano i soldi (2009)
- Ritratto di famiglia in un interno (2009)
- Superpoliziotta (2009)
- La fotografa (2010)
- Nessuno deve sapere (2010)
- Fiche unite d'Italia (2011)
- Bastardi (2011)
- Mutarno (2011)
- Le collaudatrici della catena di pompaggio (2013)
- Le collaudatrici della catena di pompaggio 2 (2013)
- Le collaudatrici della catena di pompaggio 3 (2013)
- Michelle e Giada intimita saffica (2013)
- Bambola del sesso (2014)
- He Can't See Us (2014)
- Le collaudatrici della catena di pompaggio 4 (2014)
- Le collaudatrici della catena di pompaggio 5 (2014)
- Lesbian Orgy on Live Stage (2014)
- Michelle Ferrari (2014)
- Michelle Lick My Squirt (2014)
- SePartyAmo 1 (2015)
- SePartyAmo 2 (2015)
- SePartyAmo 3 (2015)
- SePartyAmo 4 (2015)
- SePartyAmo 5 (2015)
- Sofia Loves Her Friends 3 (2016)

## Opere
- Volevo essere Moana, Milano, Mondadori, 2007, ISBN 978-88-04-57278-7.
- Sesso ombre e pornostar, con Alba Latella, Milano, Cerebro, 2012.